# النموذج الحضري في العالم العربي (ستيفانو بيانكا)
النموذج الحضري في العالم العربي: ماضيه وحاضره (بالإنجليزية: Urban Form in the Arab World: Past and Present)‏ هو كتاب بالإنجليزية للمعماري ستيفانو بيانكا.

## مقدمة
عندما كُلفت بعمل هذا الكتاب في أواخر 1980 بناء على طلب من المعهد الاتحادي للتكنولوجيا (ETH)، كان واضحا لي أنه لا ينبغي لي أن اكتب مرة أخرى عن تاريخ العمارة الإسلامية في العالم، لأنه يوجد عدد ليس بقليل من المستشرقين والمؤرخين الذين تعاملوا مع هذه المهمة الشاقة بدرجات متفاوتة من النجاح.
قال ستيفانو: عشت وعملت في العالم العربي لفترات طويلة منذ أول رحلة لي إلى المغرب في عام 1964، توجه اهتمامي للفلسفة التقليدية في حياة المسلمين، ولكن هدفي كان في تجاوز الفئات التقليدية للعمارة التاريخية لدراسة الجوانب المتعلقة بأساليب العمارة وبأشكال المدن، كنت أريد أن أبحث عن الدوافع الروحية وراء الهياكل البصرية كمصادر رئيسية في المراحل التي سبقت التشكيلية، أي المورفولوجيا (مبادئ الهيكلية).
ولقد طبقت هذا النهج على نطاق واسع في بعض الدراسات السابقة، معظمها باللغة الألمانية، وجميعها تتعلق بالفن وبشكل العمارة في الحضارة الإسلامية. مايميز هذا الكتاب هو الاهتمام بالحالة المعاصرة، فضلا عن محاولة سد الفجوة بين الماضي والحاضر، والتي هي أيضا الفجوة بين النظرية والتطبيق. رأيي هو أنه من خلال البحث في الجذور العميقة للعوامل البشرية التي أدت إلى تميز الشكل والتعبير الفني في نوع معين من البيئة العمرانية، وينبغي أن يكون من الممكن الكشف عن بعض الأنماط غير الرسمية والتي تحتوي على بذور الاستمرارية الثقافية التي يمكن أن تطور حتى في أوقات الاضطرابات الخارجية. إذا كان هذا الكتاب يمكن أن يساهم في استكشاف مثل هذه العناصر وتنفيذها في المستقبل من حيث كيفية العمارة والتصميم الحضري، أو إذا كان يمكن أن تحفز الآخرين على مواصلة استكشاف هذه المسارات، فإنه يكون قد حقق هدفه.

### أطروحة استفزازية: لايوجد عمارة إسلامية
ظهارات العمارة الإسلامية لاتعتمد على وصفات واضحة بل تختلف حسب الزمان والمكان، مما أدى إلى أطروحة استفزازية قالت أنه لايوجد أي شيء اسمه «العمارة الإسلامية».
مع ذلك في نقطة مبكّرة من التاريخ، حول القرن التاسع فصاعداً، كان هناك نوعية إسلامية خاصة التي ظهرت من خلال تخصيص وتكييف ميراث العمارة والفن الذي سبقها مثل الرومانيّة، الهلّينيّة، بزنتية أو سسّنية. كل أنماط العمارة الإقليمية الإسلامية لم تكن بالضرورة مرتبطة بالتشابه الشكلي، بل بصلات اجتماعية داخلية تستند إلى الأعراف والتقاليد. القاسم المشترك يعتمد على مصادر مختلفة: فهناك على سبيل المثال بعض الظروف المناخية، العوامل الاجتماعية والاقتصادية، وتقنيات البناء الدارجة تتشاطرها مناطق كثيرة من العالم الإسلامي.
هناك على الأقل في بعض المناطق الاعتماد في البداية على القواعد العامة للعمارة الإغريقية الرومانية التقلدية، ومتأثرة أيضاً بالسياق البيزنطي، وبالثقافة السسنية، حتى الوصول إلى مهارة الحرفيين والمعماريين المسلمين، كل هذا أعطى طابع إسلامي مرجعيته الهوية الروحية السائدة، التي تتحقق من خلال الممارسة اليومية للبيئة المبنية.